# Lừa đảo hỗ trợ kỹ thuật

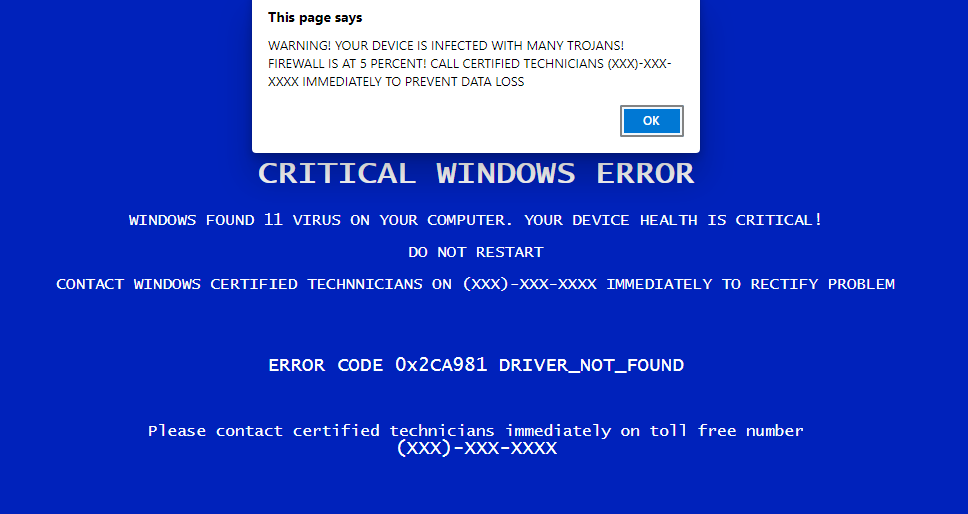
Trang web lừa đảo hỗ trợ kỹ thuật làm giả một cửa sổ bật lên của trình duyệt

Lừa đảo hỗ trợ kỹ thuật là một hình thức lừa đảo mà trong đó kẻ lừa đảo giả danh dịch vụ hỗ trợ kỹ thuật hợp pháp. Nạn nhân thường bị dụ dỗ liên hệ với chúng qua nhiều cách, chẳng hạn như qua các cửa sổ bật lên giả mạo thông báo lỗi hệ thống, hoặc qua các "đường dây nóng" giả mạo được quảng cáo trên những trang web do chính kẻ lừa đảo lập ra. Những kẻ lừa đảo hỗ trợ kỹ thuật sử dụng kỹ thuật khai thác tâm lý và nhiều chiêu trò đánh vào lòng tin để thuyết phục nạn nhân rằng thiết bị của họ, chẳng hạn như máy tính hoặc thiết bị di động, đang gặp các sự cố như bị nhiễm phần mềm độc hại, trong khi thực tế thiết bị hoàn toàn không có vấn đề gì. Sau đó, kẻ lừa đảo sẽ thuyết phục nạn nhân trả tiền để "khắc phục" những "sự cố" không có thật mà chúng bịa ra. Khoản thanh toán thường được yêu cầu qua thẻ quà tặng hoặc tiền mã hóa – vốn là những hình thức khó lần ra dấu vết và hầu như không có biện pháp bảo vệ người tiêu dùng.

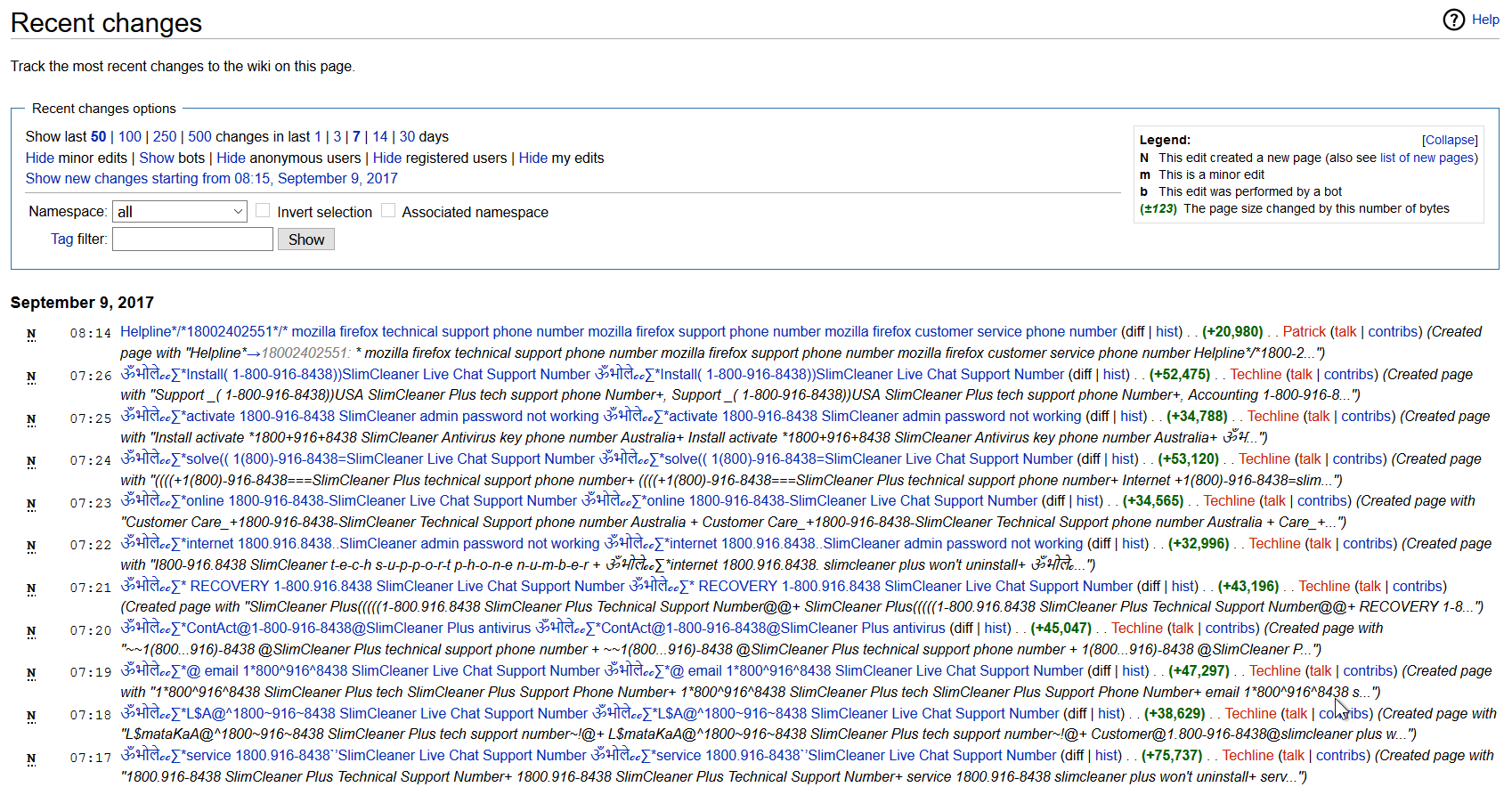
Trang Thay đổi gần đây từ một trang web MediaWiki bị ảnh hưởng bởi những kẻ lừa đảo hỗ trợ kỹ thuật, đang quảng bá các "đường dây trợ giúp" giả mạo.

Các vụ lừa đảo hỗ trợ kỹ thuật đã xuất hiện từ sớm nhất vào năm 2008. Một nghiên cứu vào năm 2017 về loại hình lừa đảo này cho thấy trong số các địa chỉ IP truy vết được có thể xác định vị trí địa lý, 85% vụ việc có nguồn gốc từ Ấn Độ, 7% đến từ Hoa Kỳ và 3% từ Costa Rica. Các nghiên cứu về lừa đảo hỗ trợ kỹ thuật cho thấy thế hệ Millennial và Gen Z là nhóm thường xuyên tiếp xúc với loại lừa đảo này nhất; tuy nhiên, người cao tuổi lại là nhóm dễ bị lừa và mất tiền hơn. Vào tháng 10 năm 2021, Norton xếp lừa đảo hỗ trợ kỹ thuật là mối đe dọa lừa đảo hàng đầu đối với người tiêu dùng; trong khi đó, Microsoft phát hiện rằng 60% người tham gia một cuộc khảo sát cho biết họ đã từng tiếp xúc với hình thức lừa đảo này trong vòng 12 tháng qua. Các biện pháp đối phó với lừa đảo hỗ trợ kỹ thuật bao gồm khởi kiện các công ty điều hành tổng đài lừa đảo và tham gia các hoạt động "giăng bẫy" để vạch trần kẻ lừa đảo.